# Haematopus bachmani
La beccaccia di mare nera del Nordamerica (Haematopus bachmani Audubon, 1838) è un uccello della famiglia Haematopodidae.

## Distribuzione e habitat
Questo uccello vive sulle spiagge sabbiose e rocciose del versante occidentale di Canada, Stati Uniti e Messico, più precisamente dalle Isole Aleutine in Alaska, fino alle coste della Baja California.